# Castilblanco
Castilblanco (extremadurai nyelven Castil-Brancu) település Spanyolországban, Badajoz tartományban. Castilblanco Valdecaballeros, Alía és Herrera del Duque községekkel határos. Lakosainak száma 844 fő (2024).

## Népesség
A település népessége az utóbbi években az alábbiak szerint változott:
| Lakosok száma | 1357 | 1200 | 1110 | 1151 | 1157 | 1094 | 1040 | 951  | 903  | 844  |
|               | 2001 | 2004 | 2006 | 2009 | 2011 | 2014 | 2016 | 2019 | 2021 | 2024 |